# Marie-Louise Adlercreutz
Marie-Louise Adlercreutz var en svensk ryttare. Hon betraktas som en pionjär och föregångare för kvinnliga idrottare inom svensk hästsport.
Marie-Louise Adlercreutz blev den första kvinna i Sverige som deltog i ridsport i en offentlig hästkapplöpning inför åskådare. Hon deltog i damsadel i en ryttargala på Lindarängens kapplöpningsbana Hippodromen i Stockholm våren 1894.  Gunnel Hasselrot blev däremot den första prisbelönta kvinnliga ryttaren i Sverige när hon 1905 segrade i Stockholms fältrittklubbs prishoppning på hästen Cyrano.